# Portland Thorns FC
Der Portland Thorns FC ist ein Frauenfußballfranchise aus Portland, Oregon. Es wurde 2012 gegründet und spielt seit 2013 in der National Women’s Soccer League, der höchsten Liga im Frauenfußball in den USA.
Das Franchise gehört, genauso wie das MLS-Franchise Portland Timbers, zur Peregrine Sports LLC.

## Geschichte

Früheres Logo (2013–2020)

Am 24. November 2012 wurde die Gründung einer neuen Frauenfußballprofiliga in den USA bekanntgegeben. Es wurde auch veröffentlicht, dass ein Team aus Portland teilnehmen wird. Am 13. Dezember 2012 wurde bekanntgegeben, dass das neue Franchise aus Portland den Namen Portland Thorns FC tragen wird.
Am 31. August 2013 setzten sich die Thorns im Finale der Playoffs mit 2:0 gegen Western New York Flash durch. Somit waren die Portland Thorns US-Meister 2013 im Frauenfußball und holten die erste Meisterschaft der neu gegründeten NWSL. In der Regular Season belegte die Mannschaft den dritten Platz.
In der zweiten Saison belegte das Team nach der regulären Saison erneut den dritten Platz, scheiterte jedoch im Halbfinale am späteren Meister FC Kansas City.
Weniger erfolgreich verlief die Saison 2015: Portland belegte nach der regulären Saison nur den sechsten Platz und verpasste damit die Playoffs der besten vier Teams.
Die reguläre Saison 2016 schloss das Team auf Platz 1 ab und sicherte sich damit den NWSL Shield. Im Halbfinale verlor das die Mannschaft allerdings nach Verlängerung gegen den späteren Titelträger Western New York Flash.
Im Jahr 2017 konnte sich Portland die zweite Meisterschaft in der NWSL nach 2013 sichern. Nachdem das Team in der regulären Saison den zweiten Platz hinter North Carolina Courage belegt hatte, konnte im Halbfinale Orlando Pride mit 4:1 bezwungen werden. Im Finale traf die Mannschaft auf North Carolina und siegte mit 1:0 durch ein Tor von Lindsey Horan.
Auch in der Saison 2018 erreichte Portland den zweiten Platz in der regulären Saison. Im Halbfinale gewann das Team gegen den Lokalrivalen Seattle mit 2:1 und erreichte erneut das Finale. In der Neuauflage des Vorjahresfinales gegen North Carolina unterlag Portland dann jedoch mit 0:3. Die Spielzeit 2019 schloss Portland auf dem dritten Tabellenplatz ab und erreichte wieder die Play-offs. Dort unterlag das Team jedoch den Chicago Red Stars und verpasste den dritten Finaleinzug in Folge.

## Stadion
- Providence Park; Portland, Oregon (seit 2013)

Der Portland Thorns FC trägt seine Heimspiele im Providence Park aus. Das Stadion hat seit einer Erweiterung im Jahr 2019 eine Kapazität von 25.218 Zuschauern. Auch die Männermannschaft der Portland Timbers aus der erstklassigen Major League Soccer trägt ihre Heimspiele dort aus.

## Trainer
- 2013: Cindy Parlow
- 2014–2015: Paul Riley
- 2016–2021: Mark Parsons
- 2021–2022: Rhian Wilkinson
- seit 2023: Mike Norris

## Erfolge
- US-amerikanischer Meister 2013, 2017, 2022

## Saisonstatistik
| Jahr | Liga | Reguläre Saison                         | Play-offs                               | Zuschauerdurchschnitt 1                 | Erfolgreichste Torschützin 1            |
| ---- | ---- | --------------------------------------- | --------------------------------------- | --------------------------------------- | --------------------------------------- |
| 2013 | NWSL | 3. Platz                                | Sieger                                  | 13.320                                  | Alex Morgan (9)                         |
| 2014 | NWSL | 3. Platz                                | Halbfinale                              | 13.362                                  | Jessica McDonald (11)                   |
| 2015 | NWSL | 6. Platz                                | nicht qualifiziert                      | 15.639                                  | Allie Long (10)                         |
| 2016 | NWSL | 1. Platz                                | Halbfinale                              | 16.945                                  | Nadia Nadim (9)                         |
| 2017 | NWSL | 2. Platz                                | Sieger                                  | 17.652                                  | Christine Sinclair (8)                  |
| 2018 | NWSL | 2. Platz                                | Finale                                  | 16.959                                  | Lindsey Horan (13)                      |
| 2019 | NWSL | 3. Platz                                | Halbfinale                              | 20.098                                  | Christine Sinclair (9)                  |
| 2020 | NWSL | wg. COVID-19-Pandemie nicht ausgetragen | wg. COVID-19-Pandemie nicht ausgetragen | wg. COVID-19-Pandemie nicht ausgetragen | wg. COVID-19-Pandemie nicht ausgetragen |
| 2021 | NWSL | 1. Platz                                | Halbfinale                              | 12.555                                  | Sophia Smith (7)                        |
| 2022 | NWSL | 2. Platz                                | Sieger                                  | 15.543                                  | Sophia Smith (14)                       |